# Amblystegium arvernense
Amblystegium arvernense là một loài rêu trong họ Amblystegiaceae. Loài này được Thér. mô tả khoa học đầu tiên năm 1913.